# William Russell (guvernör)
William Eustis Russell, född 6 januari 1857 i Cambridge i Massachusetts, död 16 juli 1896 nära Sainte-Adelaide-de-Pabos i Québec, var en amerikansk politiker (demokrat). Han var guvernör i delstaten Massachusetts 1891–1894.
Russell utexaminerades 1877 från Harvard University och avlade 1879 juristexamen vid Boston University. Därefter inledde han sin karriär som advokat i Cambridge där han tjänstgjorde som borgmästare 1885–1888. År 1891 efterträdde Russell sedan John Brackett som guvernör och efterträddes 1894 av Frederic T. Greenhalge. Russell avled 1896 och gravsattes på Mount Auburn Cemetery i Cambridge. Han var far till Richard M. Russell.